# Антонов, Анатолий Иванович (Герой Советского Союза)
Анато́лий Ива́нович Анто́нов (род. 22 декабря 1940, Великие Луки) — советский военный моряк-подводник, Герой Советского Союза (21.12.1982). Командир корабля, испытатель специальной войсковой части Министерства обороны СССР, капитан 1-го ранга (21.08.1979).

## Биография
Родился 22 декабря 1940 года в городе Великие Луки ныне Псковской области в семье служащего. Русский. В 1957 году окончил 10 классов.
В Военно-морском флоте с 1958 года. Член КПСС с 1962 года. В августе 1963 года окончил Высшее военно-морское училище радиоэлектроники имени А. С. Попова. Службу проходил на атомных подводных лодках Северного флота (с 7 мая 1965 года — Краснознамённый Северный флот): с августа 1963 года по май 1964 года — командир гидроакустической группы, с мая 1964 года по январь 1968 года — начальник радиотехнической службы — командир боевой части (БЧ-4) подводной лодки К-47 проекта 675, с января 1968 года по ноябрь 1972 года — помощник командира строящейся К-316 проекта 705 «Лира».
В июле 1973 года А. И. Антонов окончил Высшие специальные офицерские классы ВМФ, после чего до октября 1973 года, находился в распоряжении командующего Краснознамённым Северным флотом. С октября 1973 года по ноябрь 1976 года — старший помощник командира К-316. Проявил себя как «грамотный, исполнительный, дисциплинированный и требовательный офицер, уделяющий серьёзное внимание организации качественной постройки и приёма корабля от промышленности, подготовке к успешному проведению заводских и государственных испытаний».
С ноября 1976 года по август 1978 года капитан 2-го ранга А. И. Антонов — командир 46-го экипажа АПЛ проекта 705.
С августа 1978 года продолжил службу в специальной воинской части Министерства обороны СССР. Лично участвовал в испытаниях новой техники, в качественном и скорейшем её освоении. Обладая хорошей реакцией, в сложной обстановке быстро ориентировался, проявляя выдержку, решительность, смелость, и принимал грамотные решения.
21 августа 1979 года капитану 2-го ранга А. И. Антонову присвоено воинское звание «капитан 1-го ранга».
Указом Президиума Верховного Совета СССР от 21 декабря 1982 года «за успешное выполнение специального задания командования и проявленные при этом мужество и отвагу» капитану 1-го ранга Антонову Анатолию Ивановичу присвоено звание Героя Советского Союза с вручением ордена Ленина и медали «Золотая Звезда» (№ 11487).
С июня 1992 года капитан 1-го ранга Антонов А. И. — в запасе.

## Награды и звания
- Герой Советского Союза (21 декабря 1982)
- орден Ленина (21 декабря 1982)
- орден Красной Звезды (1981)
- медали